# Bellardia grunini
Bellardia grunini är en tvåvingeart som beskrevs av Schumann 1974. Bellardia grunini ingår i släktet Bellardia och familjen spyflugor. Inga underarter finns listade i Catalogue of Life.